# USS Los Angeles (CA-135)
O USS Los Angeles foi um cruzador pesado operado pela Marinha dos Estados Unidos e a décima terceira embarcação da Classe Baltimore. Sua construção começou em julho de 1943 no Estaleiro Naval da Filadélfia e foi lançado ao mar em agosto de 1944, sendo comissionado na frota norte-americana em julho do ano seguinte. Era armado com uma bateria principal composta por nove canhões de 203 milímetros montados em três torres de artilharia triplas, tinha um deslocamento carregado de mais de dezessete mil toneladas e alcançava uma velocidade máxima de 33 nós.
O Los Angeles entrou em serviço logo depois do fim da Segunda Guerra Mundial e foi enviado em 1946 para atuar na China. Voltou para casa no ano seguinte e ficou realizando exercícios até ser descomissionado em abril de 1948. Foi recomissionado em janeiro de 1951 e enviado para a Guerra da Coreia, realizando bombardeios litorâneos e suporte de artilharia para tropas em terra até 1953. Depois disso retomou a rotina de exercícios na Costa Oeste alternados com períodos de serviço no Sudeste Asiático. Foi descomissionado em novembro de 1963 e desmontado em 1975.